# 白かびチーズ

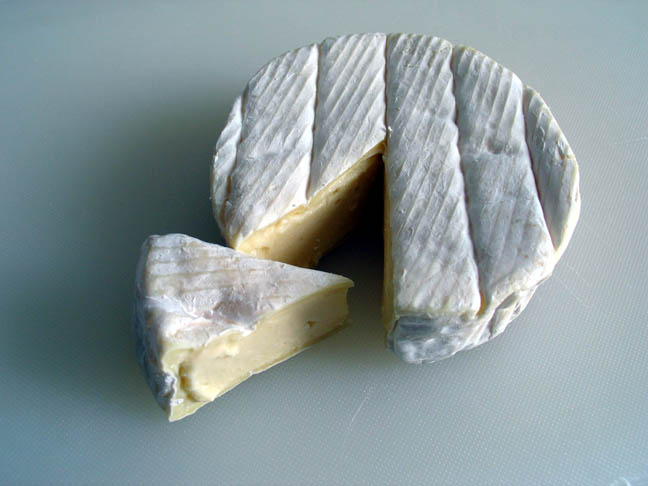
カマンベールチーズ

白かびチーズ（しろかびチーズ、Bloomy Rind Cheese）とはチーズの種別のひとつである。表面についた白いかびによる熟成で風味をつけるナチュラルチーズ。ホワイトチーズとも。かびは自然につくものもあれば、生産工程でつける場合もある。味わいは基本的にクセが強くないとされるが例外もある。製品になっても熟成が進み、消費期限が熟成のピークとされ、この時期に至るとコクとともにアンモニア臭が出る。各種チーズの中でも最も「食べ頃が大切」とされる。
代表的なものとしては、フランスのカマンベールチーズ、ブリーチーズ、ヌシャテル、バラカなどがある。
なお、これらのチーズに利用されるPenicillium camembertiなどは一般に「シロカビ」「白かび」などと称されるが、生物種としての penicilliumはアオカビ属である。